# 御目見
御目見（おめみえ）とは、江戸時代に大名や旗本が将軍に直接拝謁すること。また、その資格。「上聴」とも呼ばれる。

## 概要
江戸時代の武士には、どの藩でも藩主にお目通りする資格がある「上士」と、それがない「下士」の区別があった。一般に「侍」（さむらい）と呼ばれたのは前者の方で、後者はかつて戦場でも騎乗の資格がなかったことから「徒歩」（かち）と呼ばれた。
幕府内では、石高一万石未満の徳川家家臣で、総登城や年賀節句など将軍が出御する儀式に参列することが許されている者を「旗本」、そうでない者を「御家人」と呼んだ。また旗本は、規模は小さいながらも実際に知行地をもつ一領主であったことから、庶民からは俗に「殿様」（とのさま）と呼ばれた。一方の御家人は、切米で俸給されたので「旦那様」（だんなさま）と呼ばれた。
江戸城内における年中儀礼の式次第や諸大名の格式をはじめ、故事、旧例、有職、法規などを網羅した注釈書『柳営秘鑑』には、以下の記述がある。
一、那須七家、大關、大田原、蘆野、千本
　　福原、伊王野、岡本、但太田原、大關ハ萬石以上、殊ニ大田原ハ城主
　　其外、蘆野、福原等每暮參上、三月中頃
　　御暇被下、月次（月例）之御禮、御白書院、御勝手ニ
　　能有、御目見仕、伊王野、岡本ハ斷絕
近世武家社会において御目見は家督の相続に際して嫡子として認められる所作のひとつとなっており、成人の嫡子が存在しても御目見を済まさない場合は家督相続者として認められなかった。